# Jacinto Saldise
Jacinto Saldise Barreneche, (1909-1996) empresario navarro conocido por haber sido presidente del Club Atlético Osasuna desde 1959 hasta 1970.
En 1959 fue designado presidente de Osasuna, tras haber formado parte de la presidencia los cinco años anteriores como directivo, dos años y como vicepresidente, tres años. Ocupó el cargo de presidente durante más de una década hasta 1970, siendo sucedido por el miembro de su junta directiva Emilio García Ganuza. Su presidencia fue la más longeva de la historia del club hasta la llegada de Fermín Ezcurra. 
Durante su mandato se construyó el estadio El Sadar en 1967.
| Predecesor: Valentín Pueyo | Presidente del Club Atlético Osasuna 1959-1970 | Sucesor: Emilio García Ganuza |